# Astrozyt
Astrozyten (von altgriechisch ἄστρον ástron, deutsch ‚Stern‘ und κύτος kýtos, deutsch ‚Zelle‘), auch Sternzellen oder Spinnenzellen, sind sternförmige Stützzellen im Gehirngewebe und bilden die Mehrheit der Gliazellen im zentralen Nervensystem der Säugetiere. Ihre Gesamtheit wird deshalb auch als Astroglia bezeichnet. Es sind stern- bzw. spinnenförmig verzweigte Zellen, deren Fortsätze Grenzmembranen zur Gehirnoberfläche (bzw. zur Pia mater) und zu den Blutgefäßen bilden.
Mit ihren zahlreichen Zellausläufern bilden die Astrozyten ein stabiles Grundgerüst zwischen den Nervenzellen. Sie kontrollieren die Zusammensetzung der Extrazellularflüssigkeit, spielen eine Rolle bei der Ernährung der Neuronen und sind Teil der Blut-Hirn-Schranke.

## Einteilung

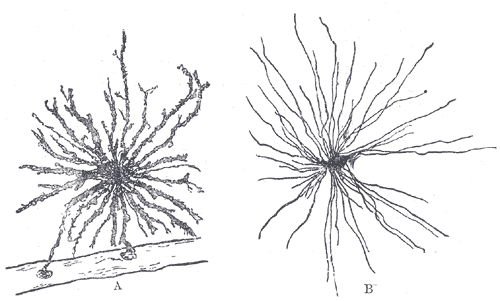
A (links): Astrozyt der protoplasmatischen Glia; B (rechts): Astrozyt der Faserglia

Es sind zwei Typen von Astrozyten bekannt:
- Protoplasmatische Glia besteht aus zytoplasmareichen ‚Kurzstrahlern‘ (Singular: Astrocytus protoplasmaticus). Diese Glia kommt vor allem in der Grauen Substanz vor.
- Faserglia enthält ‚Langstrahler‘, benannt nach ihren langen Fibrillen. (Singular: Astrocytus fibrosus). Diese Glia kennzeichnet vor allem die Weiße Substanz. Im Elektronenmikroskop sind diese Zellen durch zahlreiche Mikrotubuli und intrazelluläre Faserstrukturen zu charakterisieren.

## Zellarchitektur

### Zellkörper
Astrozyten besitzen zahlreiche, radiär vom Zellkörper (10 bis 20 μm groß) verlaufende Zellfortsätze zur Bedeckung neuronaler Oberflächen wie Synapsen, Ranviersche Schnürringe oder nichtmyelinisierte Axone (diskontinuierlich).
Weiterhin bilden sie im Zentralnervensystem (ZNS) Grenzstrukturen durch dichte Zusammenlagerung der Fortsätze und Zellkörper aus:
- Membrana limitans glialis perivascularis als Schicht um Blutgefäße.
- Membrana limitans glialis superficialis bildet eine Zellschicht, an welche die weiche Hirnhaut Pia mater nach außen hin anschließt.

### Zellplasma
Das Zytoplasma erscheint im Elektronenmikroskop hell, arm an Organellen. Als Zytoskelett-Bestandteile enthält es Intermediärfilamente vom Typ Saures Gliafaserprotein GFAP. Glykogenpartikel stellen paraplasmatische Komponenten dar.

### Zellmembran
Die Zellmembran enthält Partikelkomplexe (12 nm groß), welche unter anderem aus Aquaporin 4 (Wasserkanalprotein) bestehen. Daneben existieren spannungsabhängige Ionenkanäle sowie Rezeptoren und Transporter für Neurotransmitter und Glucose (Glut1).

### Zellkontakte
Astrozyten bilden untereinander ein enges Netzwerk. Voraussetzung dafür sind Gap Junctions (Adhärenskontakte). Sie bestehen aus Connexin 43 und dienen der mechanischen Verknüpfung und der elektrischen Kopplung.

## Funktionen
- Astrozyten ernähren die Neuronen über Kontakte zu Blutgefäßen.[2]
- Astrozyten sind maßgeblich an der Flüssigkeitsregulation im Gehirn beteiligt und sorgen für die Aufrechterhaltung des Kalium-Haushaltes. Die während der Erregungsleitung in Nervenzellen frei werdenden Kalium-Ionen werden vor allem durch eine hohe Kalium-Leitfähigkeit und zum Teil auch durch K+- und Cl−-Kotransporter in die Gliazellen aufgenommen. Über das weitmaschige Nexusnetzwerk können die Ionen auf andere Astrozyten übertragen werden, wodurch ein effizientes Puffersystem gebildet wird. Damit regulieren sie auch den extrazellulären pH-Haushalt im Gehirn. Durch Ligandenbindung (Glutamat) kann die Ionenverschiebung zusätzlich beeinflusst werden.
- Sie stehen weiterhin in direkter Interaktion mit Neuronen. Neurotransmitter wie unter anderem Glutamat, GABA und Glycin werden durch spezifische Transporter aufgenommen und durch enzymatische Aktivität in Zytoplasma und Mitochondrien modifiziert. Die Spaltprodukte können nach ihrer Abgabe in die extrazelluläre Matrix (ECM) von Neuronen aufgenommen und in ihren präsynaptischen Endigungen wieder in synaptische Vesikel verpackt werden. Vor allem die Glutamatkonzentration, welche auf Neurone aufgrund postsynaptischer Übererregung zytotoxisch wirkt, wird so niedrig gehalten.

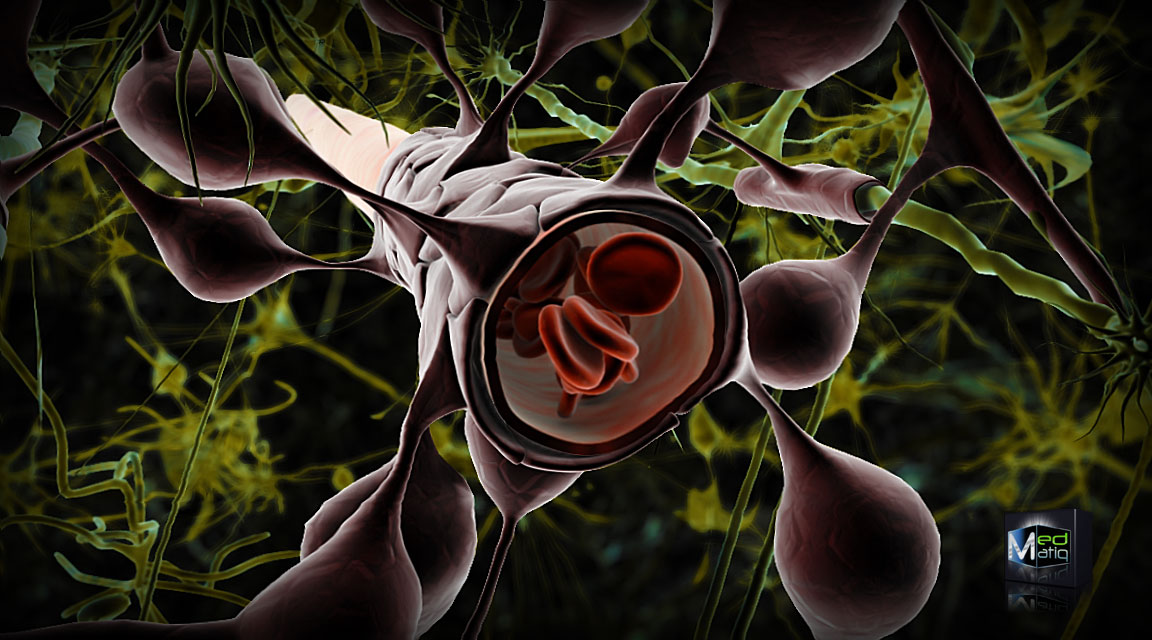
Astrozyten und Anlagerung ihrer Fortsätze (Endfüßchen) an einer Ader. Der Raum zwischen Ader und diesen Anlagerungen (Virchow-Robin-Raum) ist Teil des glymphatischen Transportweges.

- Durch die Membrana limitans glialis perivascularis wird die endotheliale Blut-Hirn-Schranke induziert und aufrechterhalten.
- Astrozyten bilden nach Durchtrennung der Axone von Nervenzellen Glianarben, die maßgeblich daran beteiligt sind, das neuerliche Auswachsen der Axone zu verhindern. Dies ist ein zentrales Problem für Patienten mit Querschnittlähmung.
- Astrozyten sind tragendes Element des Mikrokreislaufs zur Abfallentsorgung in Gehirn und Rückenmark (ZNS), des 2012 entdeckten glymphatischen Systems. Liquor, der über den Virchow-Robin-Raum rund um die Arterien in alle Bereiche des ZNS gelangt, wird über Endfüßchen der Astrozyten direkt vom Virchow-Robin-Raum aufgenommen, im Zellzwischenraum verteilt und am Ende – unter Mitnahme von Abfallstoffen – entlang der Außenwände der Venen wieder aus dem ZNS ausgeschwemmt.[3][4]

## Mögliche weitere Funktionen
- 2006: Airbagthese: Die weichen Zellen könnten im Hirn eine Art „Airbag-Funktion“ wahrnehmen und die Neurone bei einer starken Erschütterung des Gehirns schützen.[5]
- 2010: Atmungsthese: Astrozyten seien der Sensor, der den Kohlendioxidgehalt des Blutes für die Versorgung des Gehirns überwacht und entsprechend die Atmung steuert.[6]
- 2011: Pampersthese: Fortsätze von Astrozyten umgeben die Synapsen mit einer windelartigen Hülle („Pampers“) und verhindern, dass der signalübertragende Botenstoff an unerwünschter Stelle wirkt.[7]

Keine dieser Thesen konnte bisher (Stand 2017) durch Forschungsergebnisse gestützt oder gar bewiesen werden.

## Pathologie
Hirntumoren, deren Tumorzellen aus Astrozyten hervorgehen, werden als Astrozytome bezeichnet. Zu dieser Gruppe gehören gutartige, aber auch bösartige Tumoren wie das Glioblastom.

## Neurogenin-2
Einige Astrozyten haben offenbar eine Art Stammzellenfunktion: In bestimmten Gehirnarealen wandeln sie sich in Neuronen um, sofern Bedarf besteht. Dieser Vorgang kann auch künstlich im Labor erfolgen: Schleust man den Bauplan für ein Protein namens Neurogenin-2 in kultivierte Astrozyten ein, zeigen die Zellen bereits nach kurzer Zeit die typische Form von Nervenzellen, inklusive funktionsfähiger Synapsen. Es kann sogar gesteuert werden, welche Art von Nervenzellen sich bilden soll, indem man andere Proteine wie DLX2 einschleust. Allerdings ist zurzeit noch unklar, ob sich diese Labortechnik auch bei lebenden Organismen anwenden lässt.

## Nachweis von Gehirn und Rückenmark in Fleischprodukten
In Astrozyten kommt als Marker das Intermediärfilament GFAP (Glial fibrillary acidic protein ‚Saures Gliafaserprotein‘) vor, welches somit zum Nachweis von zentralnervösem Gewebe zum Beispiel in Fleischprodukten verwendet werden kann, was insbesondere in Hinblick auf BSE an Bedeutung gewonnen hat. Die Bildung des Proteins wird durch krankhafte Veränderungen im Hirngewebe verstärkt.